# Fale radiowe

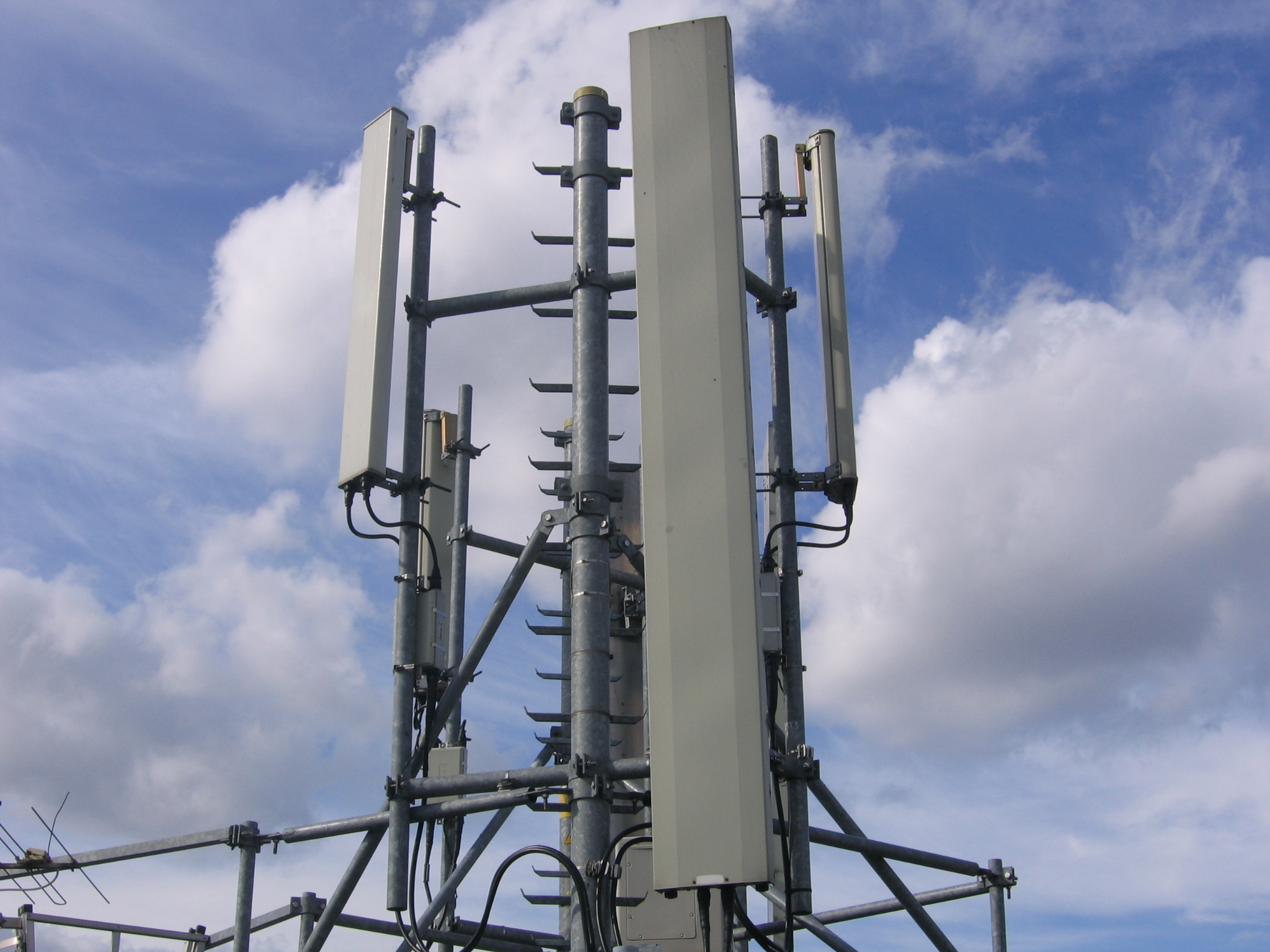
Nadajniki radiowe sieci GSM

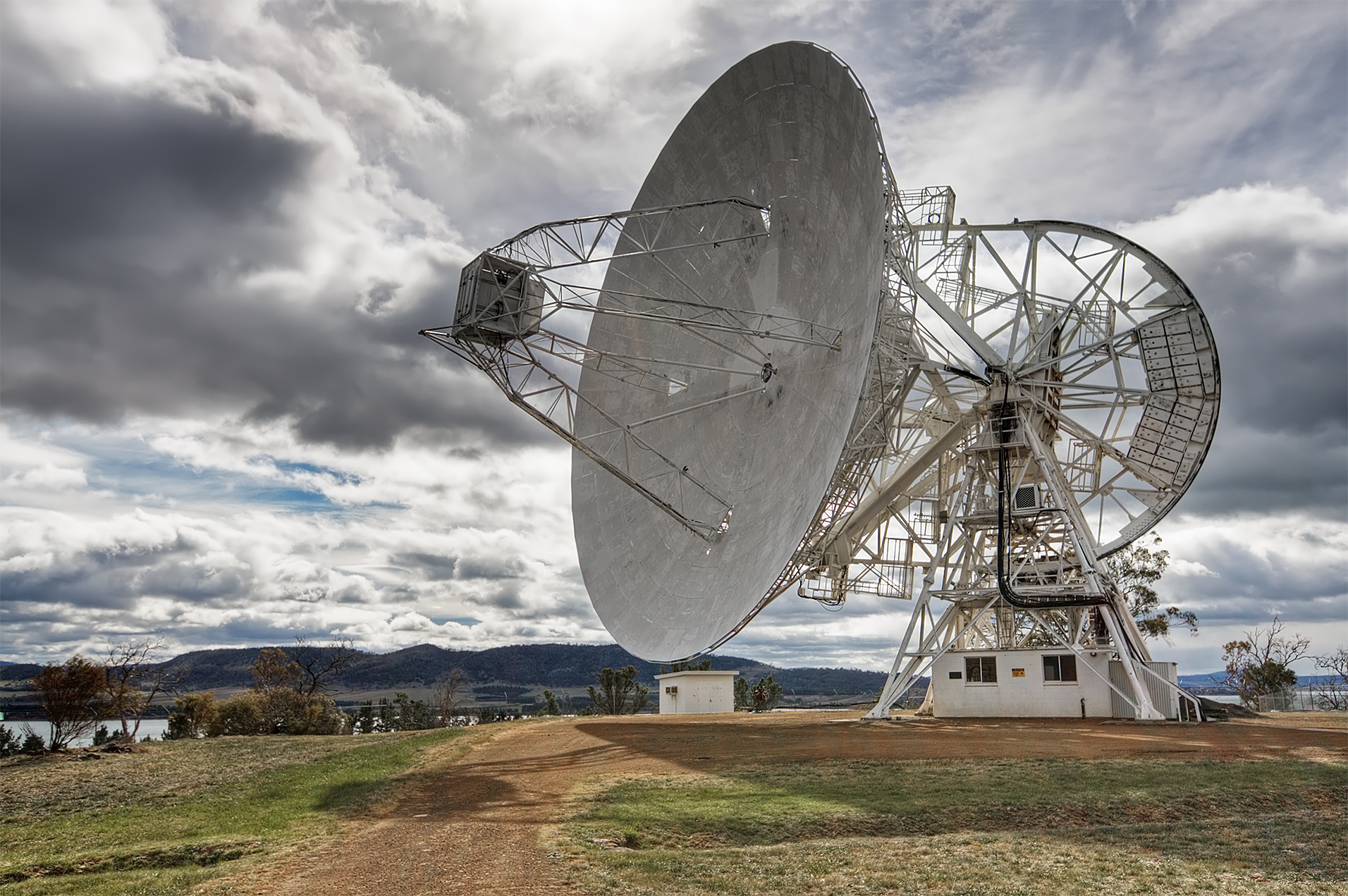
Radioteleskop o średnicy 26 metrów, należący do Mount Pleasant Radio Observatory, na Tasmanii

Fale radiowe, promieniowanie radiowe – fale elektromagnetyczne o częstotliwości od 3 kHz do 3 THz (3·103–3·1012 Hz). Według literatury zachodniej zakres częstotliwości obejmuje fale od 3 Hz. Zależnie od długości dzielą się na pasma radiowe.
Źródła fal radiowych dzieli się na:
- naturalne: wyładowania atmosferyczne, zjawiska geologiczne we wnętrzu Ziemi, zorze polarne, gwiazdy, radiogalaktyki
- sztuczne
  - zamierzone: nadajniki radiowe
  - zakłócenia/szumy: silniki komutatorowe, instalacje prądu przemiennego (50/60 Hz; 400 Hz), styczniki, komputery, kuchenki mikrofalowe, przetwornice zasilające, falowniki i regulatory tyrystorowe, piece indukcyjne i łukowe, spawarki, zapłon elektryczny (iskrowy) silników cieplnych, lampy wyładowcze, eksplozja nuklearna (impuls elektromagnetyczny).

Ze względu na środowisko propagacji wyróżnia się:
- falę przyziemną (powierzchniową i nadziemną)
- falę troposferyczną
- falę jonosferyczną
- falę w przestrzeni kosmicznej.

Propagacja fali radiowej zależy od różnorodnych zjawisk falowych, na przykład dyfrakcji i interferencji, refrakcji, odbicia (w tym od jonosfery), a zjawiska te są uwarunkowane własnościami ośrodka w którym rozchodzi się fala, jego granicami, a także od długości fali radiowej.

## Pasma fal radiowych
| Nazwa polska                                                                     | Skrót polski | Częstotliwość | Długość         | Nazwa angielska             | Skrót angielski |
| -------------------------------------------------------------------------------- | ------------ | ------------- | --------------- | --------------------------- | --------------- |
| fale dekamegametrowe, fale ekstremalnie długie, ekstremalnie niska częstotliwość | EDF          | 3–30 Hz       | 100000–10000 km | extremely low frequency     | ELF             |
| fale megametrowe, fale superdługie, superniska częstotliwość                     | SDF          | 30–300 Hz     | 10000–1000 km   | super-low frequency         | SLF             |
| fale hektokilometrowe, fale ultradługie, ultraniska częstotliwość                | UDF          | 300–3000 Hz   | 1000–100 km     | ultra-low frequency         | ULF             |
| fale dekakilometrowe, fale bardzo długie, bardzo niska częstotliwość             | BDF          | 3–30 kHz      | 100–10 km       | very low frequency          | VLF             |
| fale kilometrowe, fale długie, niska częstotliwość                               | DF, Dł, D    | 30–300 kHz    | 10–1 km         | low frequency               | LF              |
| fale hektometrowe, fale średnie, średnia częstotliwość                           | ŚF, Śr, Ś    | 300–3000 kHz  | 1000–100 m      | medium frequency            | MF              |
| fale dekametrowe, fale krótkie, wysoka częstotliwość                             | KF, Kr, K    | 3–30 MHz      | 100–10 m        | high frequency              | HF              |
| fale metrowe, fale bardzo krótkie, bardzo wysoka częstotliwość                   | BKF          | 30–300 MHz    | 10–1 m          | very high frequency         | VHF             |
| fale decymetrowe, fale ultrakrótkie, ultrawysoka częstotliwość                   | UKF          | 300–3000 MHz  | 1000–100 mm     | ultra-high frequency        | UHF             |
| fale centymetrowe, fale superkrótkie, superwysoka częstotliwość                  | SKF          | 3–30 GHz      | 100–10 mm       | super-high frequency        | SHF             |
| fale milimetrowe, fale ekstremalnie krótkie, ekstremalnie wysoka częstotliwość   | EKF          | 30–300 GHz    | 10–1 mm         | extremely high frequency    | EHF             |
| fale submilimetrowe, fale niezmiernie krótkie, niezmiernie wysoka częstotliwość  | NKF          | 300–3000 GHz  | 1000–100 μm     | tremendously high frequency | THF             |